# Nicolas Benezet
Nicolas Benezet (Montpellier, 24 september 1991) is een Frans voetballer die bij voorkeur als offensieve middenvelder speelt. Hij verruilde Évian Thonon Gaillard in juli 2015 voor EA Guingamp.

## Clubcarrière
Benezet verliet op twaalfjarige leeftijd Montpellier voor Nîmes Olympique. Hij maakte zijn profdebuut voor die club op 15 oktober 2010 in de Ligue 2 tegen FC Istres. Twee maanden later tekende hij zijn eerste profcontract. Twee dagen later scoorde hij zijn eerste doelpunt voor de club in de Coupe de France tegen datzelfde Istres. Op 21 december 2010 scoorde hij zijn eerste competitiedoelpunt tegen FC Metz. In drie seizoenen zou hij 18 doelpunten scoren uit 90 competitiewedstrijden voor Nïmes Olympique. In de zomertransferperiode 2013 werd hij voor 1,5 miljoen euro verkocht aan eersteklasser Évian Thonon Gaillard. Hij zette zijn handtekening onder een vierjarig contract.

## Interlandcarrière
Benezet speelde in 2011 drie interlands voor Frankrijk -20, waarin hij tweemaal scoorde.
1 Johnsson ·
2 Ikoko ·
4 Koita ·
5 Rebocho ·
6 Phiri ·
7 Blas ·
8 Deaux ·
10 Benezet ·
11 Thuram ·
12 Ngbakoto ·
14 Julan ·
15 Sorbon ·
16 Caillard ·
18 Fofana ·
20 Eboa Eboa ·
22 Didot ·
23 Rodelin ·
24 Coco ·
25 Traoré ·
26 Roux ·
27 Tabanou ·
29 Kerbrat  ·
30 Petrić ·
Coach: Gourvennec